# Sjednocená socialistická strana Venezuely
Sjednocená socialistická strana Venezuely (španělsky Partido Socialista Unido de Venezuela, též PSUV) je venezuelská socialistická politická strana. Strana byla založena v březnu 2007 venezuelským prezidentem Hugem Chávezem. Strana navazuje na předchozí Hnutí pátá republika.